# Yungay (Peru)

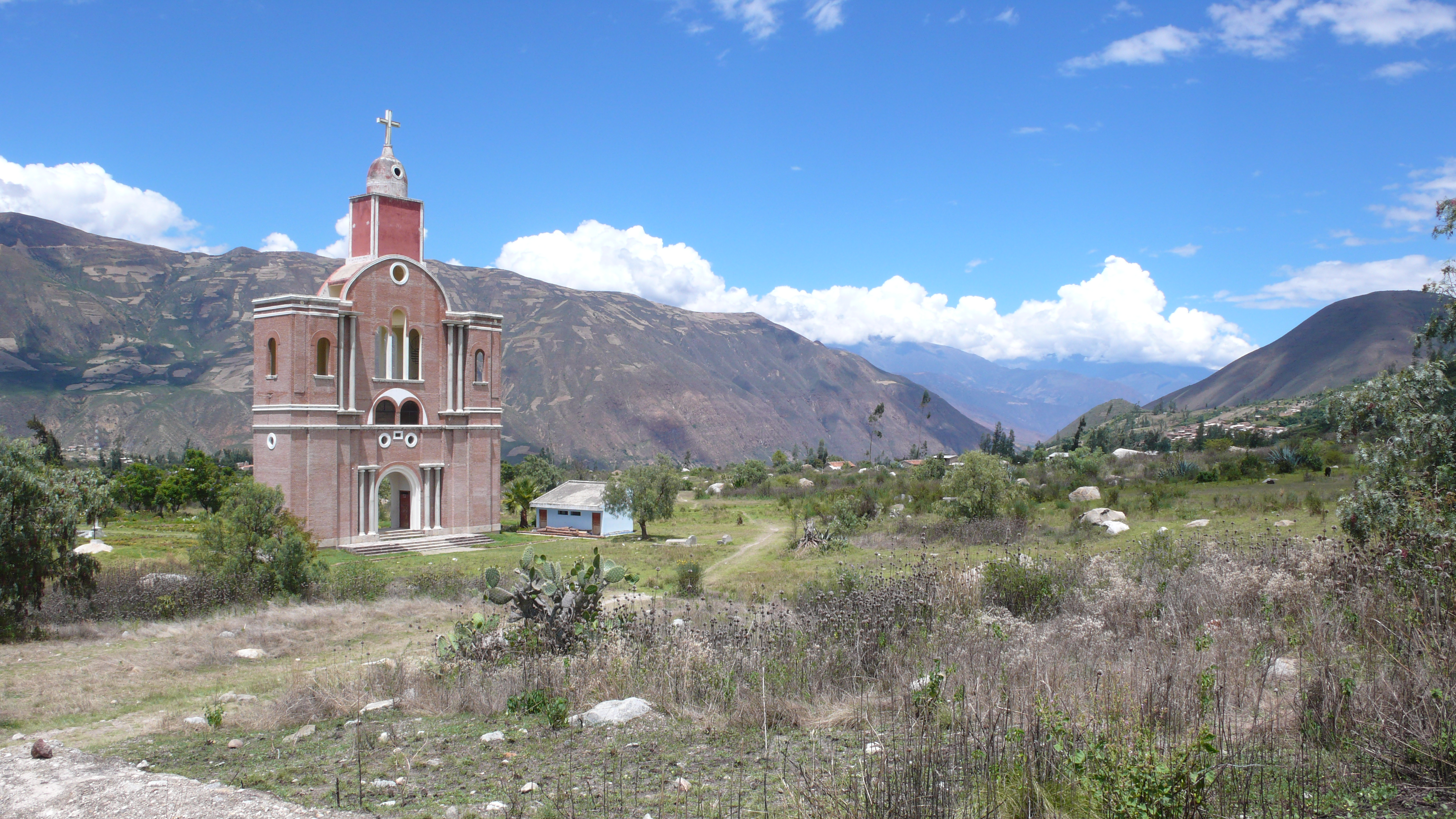
Gedenkbau auf dem Campo Santo von Yungay viejo

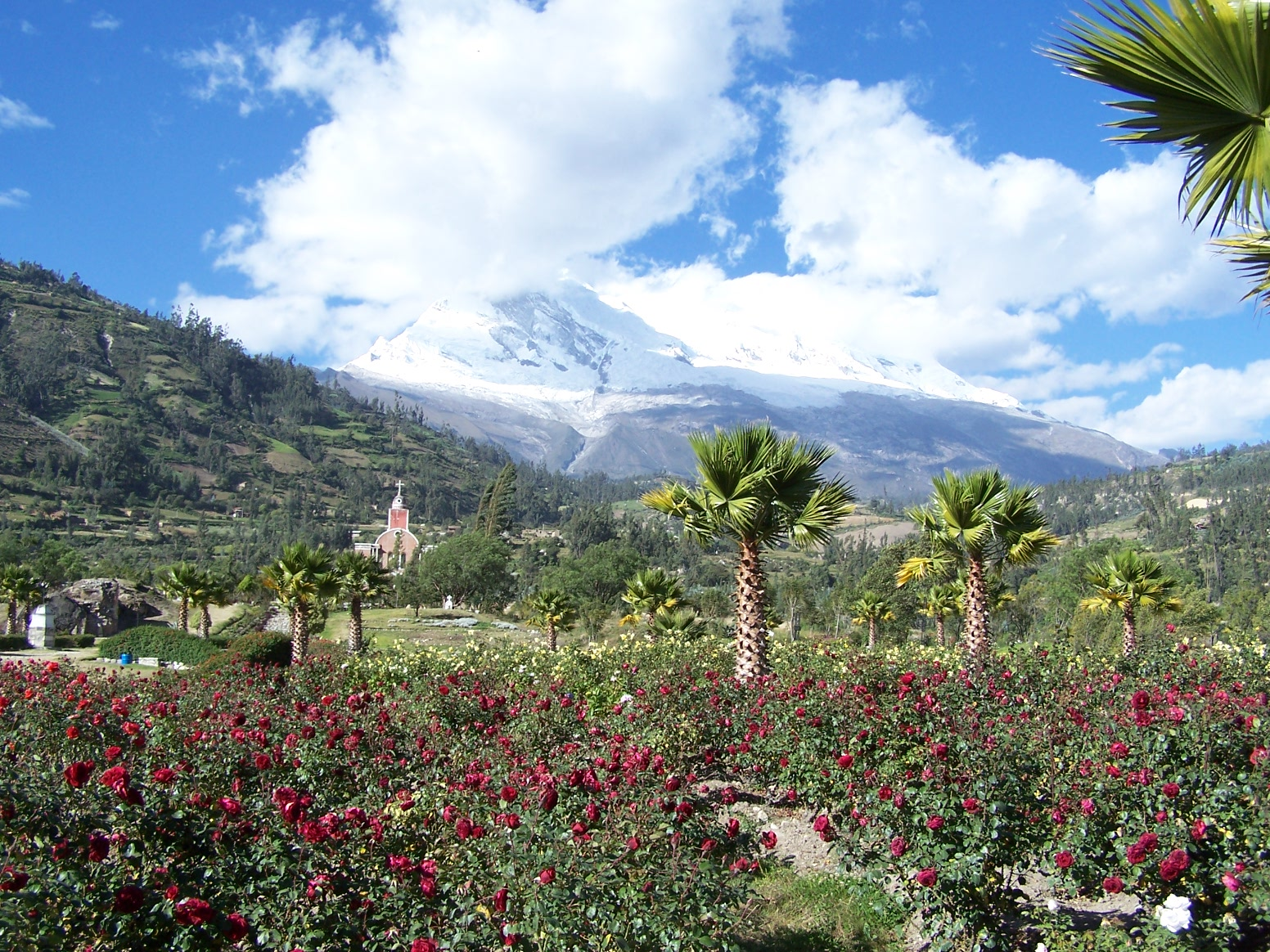
Yungay viejo heute

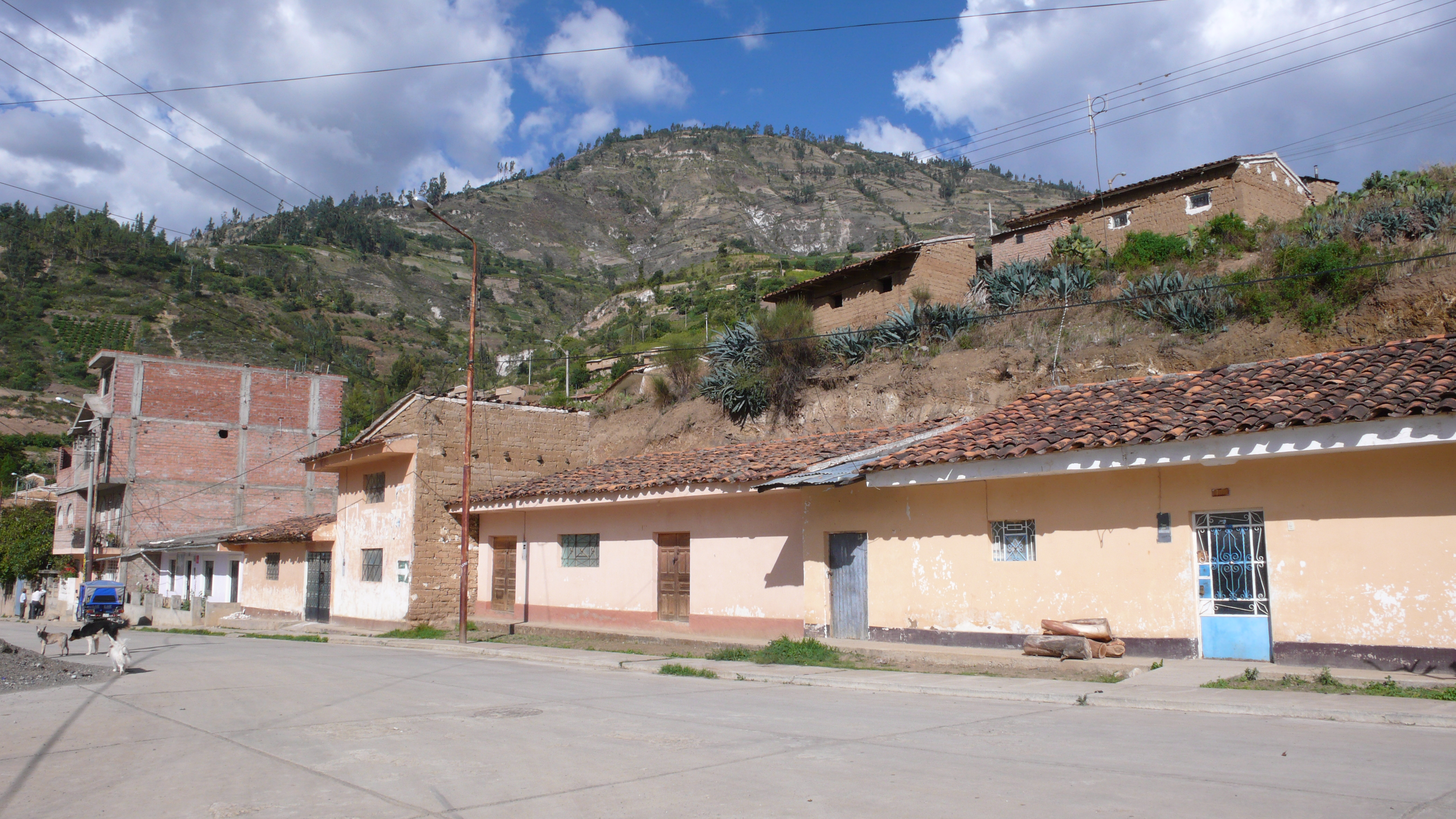
Das neue Siedlungsgebiet Yungays

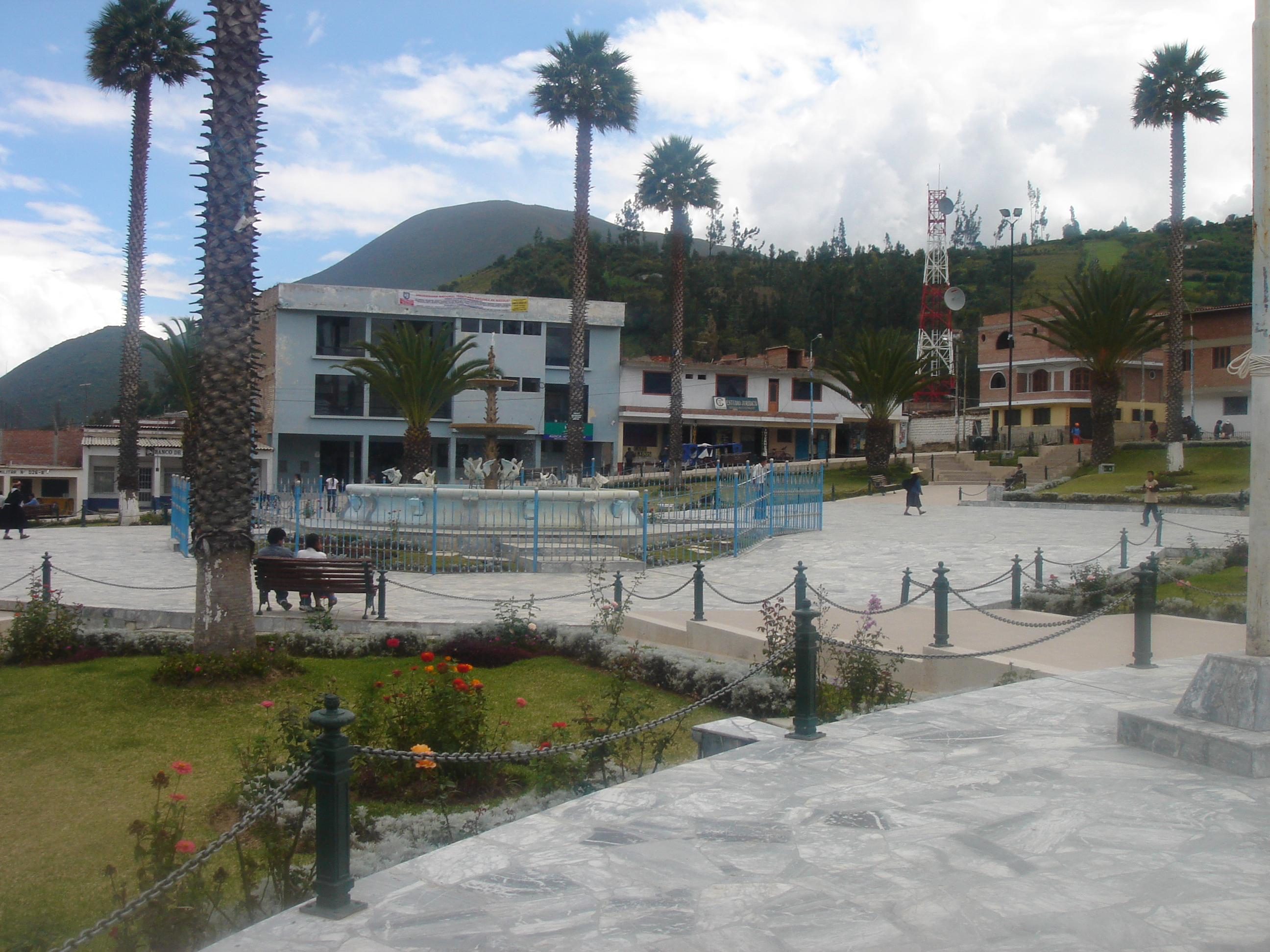
Yungay nuevo

Yungay ist eine Stadt in der Region Ancash in West-Peru. Sie ist die Hauptstadt der gleichnamigen Provinz Yungay. Yungay liegt 60 km nördlich der Regionshauptstadt Huaraz im Callejón de Huaylas (Tal des Río Santa). Die Einwohnerzahl betrug beim Zensus 2017 7541. 10 Jahre zuvor lag die Einwohnerzahl noch bei 6074.

## Etymologie
Yungay bedeutet in der Sprache der indigenen Bevölkerung (Quechua) so viel wie „warmes Tal“ (Yunkay). Die gleichnamige chilenische Stadt Yungay wurde nach der Schlacht von Yungay (1839) in Peru benannt.

## Geographie

### Lage
Die Stadt Yungay liegt auf einer Höhe von 2458 m im interandinen Längstal des Río Santa, welches von der tektonischen Cordillera-Blanca-Störung durchzogen wird. Der Ort befindet sich somit in der Höhenstufe der tierra fría, dem Hauptsiedlungsraum der Anden. Ein landschaftsprägendes Element der Umgebung sind die mit den allochthonen Baumgattungen Eucalyptus und Pinus aufgeforstete Flächen.

### Wirtschaft
Die Stadt ist Marktplatz und Handelszentrum für die gesamte Provinz. Als zentraler Ort verfügt Yungay über die Provinzverwaltung, ein Krankenhaus sowie Schulen und ist zudem Sitz der einzigen Bergrettungsstation Perus. Durch ihre Lage in unmittelbarer Nähe zu Perus höchstem Berg Huascarán ist die Stadt beliebter Ausgangspunkt für Trekkingtouren in die Cordillera Blanca. Das Gebiet um Yungay zählt zu den bedeutendsten Pfirsichanbaugebieten Perus.

## Geschichte

### Yungay viejo
Das „alte“ Yungay („die Perle der Anden“) (9° 9′ 1″ S, 77° 44′ 12″ W) wurde am 31. Mai 1970 mitsamt dem Großteil seiner 19.000 Einwohner (Distrikt Yungay) durch einen gewaltigen Bergsturz und den darauf folgenden Schuttstrom vollständig unter Massen von Schlamm und Geröll begraben. Das gleiche Schicksal erlitten gleichzeitig die Nachbarorte Ranrahirca und Matacoto. Hervorgerufen durch ein sehr schweres Erdbeben mit der Magnitude 7,8 auf der Richterskala lösten sich große Teile der vergletscherten Nordwestflanke des Huascarán-Massivs, der mit 6768 m höchsten Erhebung Perus. Ungefähr 50 Millionen Kubikmeter Eis, Schlamm und Gestein donnerten mit verheerender Gewalt die Quebrada Llanganuco zu Tal, übersprangen einen 200 m hohen, vermeintlich schützenden Hügelkamm und ergossen sich über nahezu das gesamte Stadtgebiet. Lediglich der auf einem Hügel gelegene Friedhof und die riesige Christusstatue in seiner Mitte blieben verschont. Hier überlebten 93 Menschen. Die Gerölllawine legte nach Schätzungen des United States Geological Survey bis zu ihrem Stillstand etwa 14,5 km in vier Minuten zurück, was einer Durchschnittsgeschwindigkeit von ca. 220 km/h entspricht. Unterschiedlichen Quellen zufolge verloren 12.000 bis 20.000 Menschen ihr Leben; je nachdem, welche betroffenen Nachbarsiedlungen dazugezählt wurden. Nur ein paar Mauerreste und ein mit Gestein ausgefülltes Autobuswrack zeugen von der gnadenlosen Wucht der Katastrophe. Das Areal des zerstörten und von einer durchschnittlich fünf Meter dicken Schicht von Geröllschutt bedeckten Ortes wurde in seiner gesamten Fläche zum Friedhof (Heiligtum) erklärt und bleibt eine ehrfurchtgebietende Gedenkstätte.

### Yungay nuevo
Das heutige Yungay wurde nach der Katastrophe von 1970 rund 1,5 Kilometer nördlich des Unglücksortes wiedererbaut. Es entstand aus einem Lager, welches von Hilfskräften zu Versorgungszwecken nach dem verheerenden Unglück von 1970 aufgebaut worden war. Ursprüngliche Pläne der Regierung in Lima sahen den Wiederaufbau in einem weiter entfernten Areal vor; die Überlebenden sowie die Bevölkerung des nahen Umlandes stemmten sich jedoch gegen diese Pläne. Die stetige Bevölkerungszunahme in Yungay Nuevo seit den 1970er Jahren führte zu einer starken Zunahme der Siedlungsfläche, so dass Teile der neuen Stadt bereits wieder nahe der Ablagerungen der Schuttlawine von 1970 gebaut wurden.

## Söhne und Töchter der Stadt
- Victor Cordero Gonzales (1893–1949), Sänger und Komponist
- Luis Armando Bambarén Gastelumendi (1928–2021), katholischer Ordensgeistlicher und Bischof von Chimbote
- Luis Pércovich (1931–2017), Politiker